# Die Proklamierung des deutschen Kaiserreiches (18. Januar 1871)

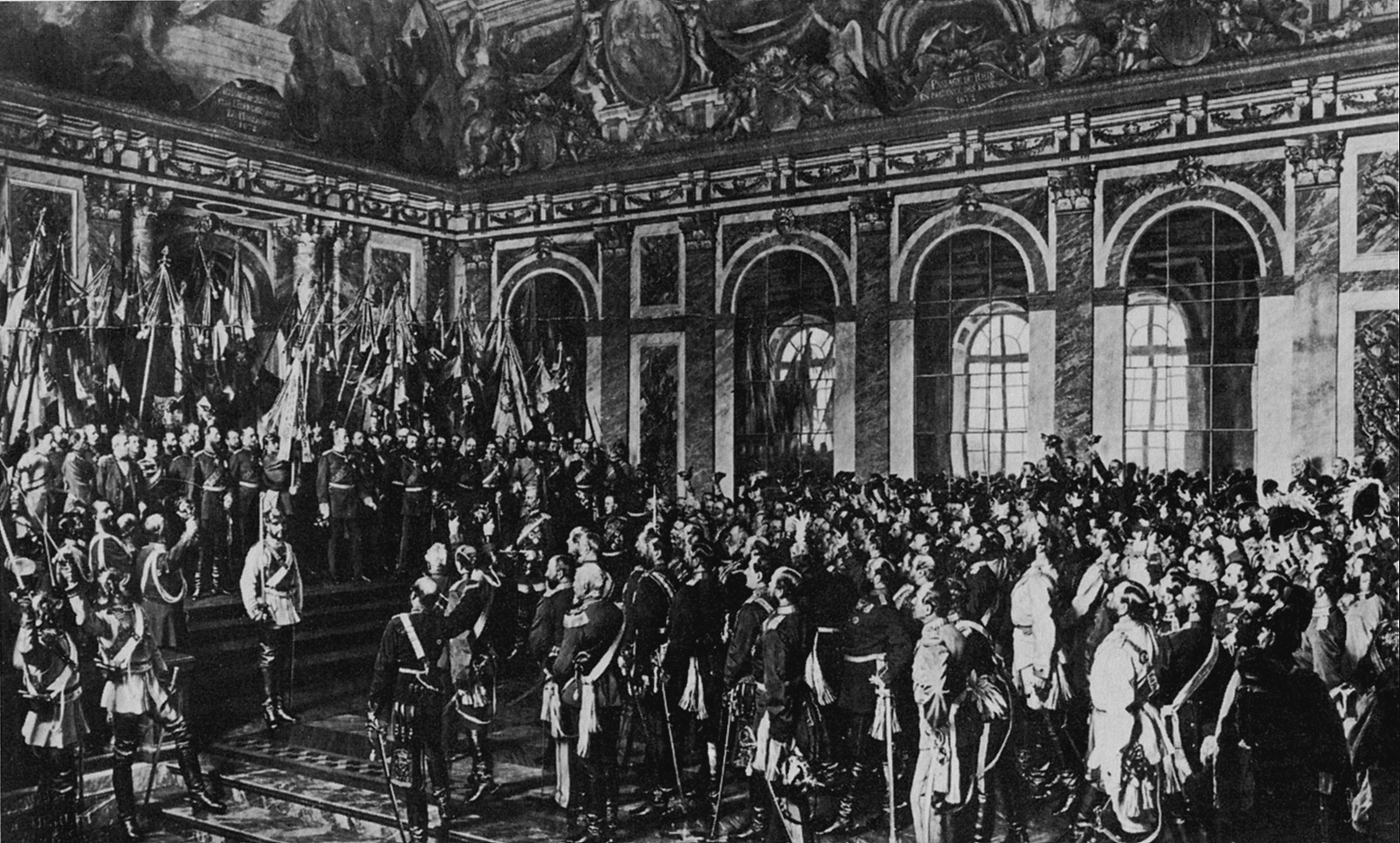
Fassung für das Berliner Schloss, enthüllt am 22. März 1877. Öl auf Leinwand, 4,34 × 7,32 m, Kriegsverlust; nur als Schwarz-Weiß-Fotografie erhalten, hier am rechten Rand um etwa 40 cm verkürzt

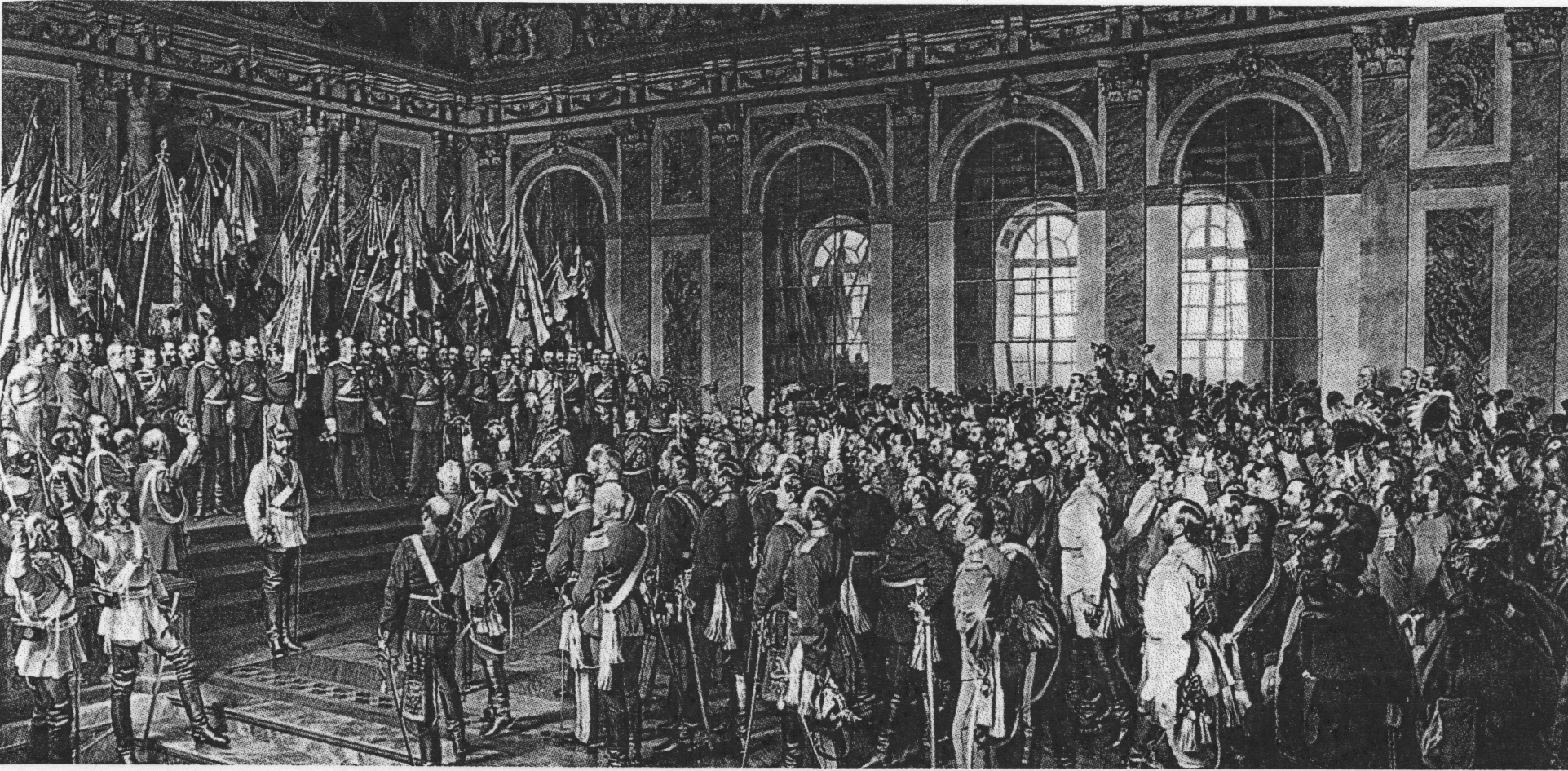
Auf dieser Wiedergabe des Gemäldes ist Werners Selbstporträt am äußersten rechten Rand (mit Schnauzbart) zu sehen.

Die Proklamierung des deutschen Kaiserreiches (18. Januar 1871) ist der Titel mehrerer Historienbilder des deutschen Malers Anton von Werner. Dargestellt wurde die Feierlichkeit in Versailles, bei der der preußische König Wilhelm I. als Deutscher Kaiser gewürdigt wurde. Dies wurde später als „Kaiserproklamation“ bekannt, wenngleich Wilhelm den Titel laut Verfassung bereits seit dem 1. Januar 1871 hatte. Werner war am 18. Januar bei der Feierlichkeit anwesend.
In den folgenden Jahren schuf Werner bis 1877 ein Gemälde der Kaiserproklamation, dem 1882 eine weitere Fassung folgte, die beide in Berlin an zwei herausgehobenen Stellen gezeigt wurden. Nur eine dritte Fassung von 1885 blieb an Otto von Bismarcks letztem Wohnsitz erhalten und ist heute im Bismarck-Museum Friedrichsruh öffentlich zugänglich. Sie ist das am meisten reproduzierte Bild zur Kaiserproklamation.
Alle Fassungen zeigen das Hoch des Großherzogs von Baden auf den neuen Kaiser. Dadurch erscheint das Kaiserreich als ein Werk der deutschen Fürsten und ihrer Soldaten und Ratgeber. Aber die drei Fassungen weisen starke Unterschiede auf, die ihnen dokumentarischen und geschichtsdidaktischen Wert verleihen. Werner änderte seine Schilderungen entsprechend den jeweils eingetretenen Veränderungen, indem er die Dargestellten so malte, wie sie jeweils aktuell aussahen. Sie werden dadurch nicht nur älter, sondern die Gestalt Bismarck wird in der zweiten und dritten Fassung durch eine weiße Paradeuniform stärker hervorgehoben, und in der dritten Fassung trägt er den Orden Pour le Mérite, den er 1884 verliehen bekam. Andere Gestalten ließ Werner in den Hintergrund treten oder verschwinden, während er in der dritten Fassung auf Wunsch der Auftraggeber den verstorbenen Kriegsminister Albrecht von Roon hinzumalte, der an der Proklamation aber nicht teilgenommen hatte.
Für Werner begann mit der Arbeit am Bild schon in Versailles der Aufstieg zu einem der meistbeschäftigten und einflussreichsten deutschen Künstler.

## Erste Fassung 1877

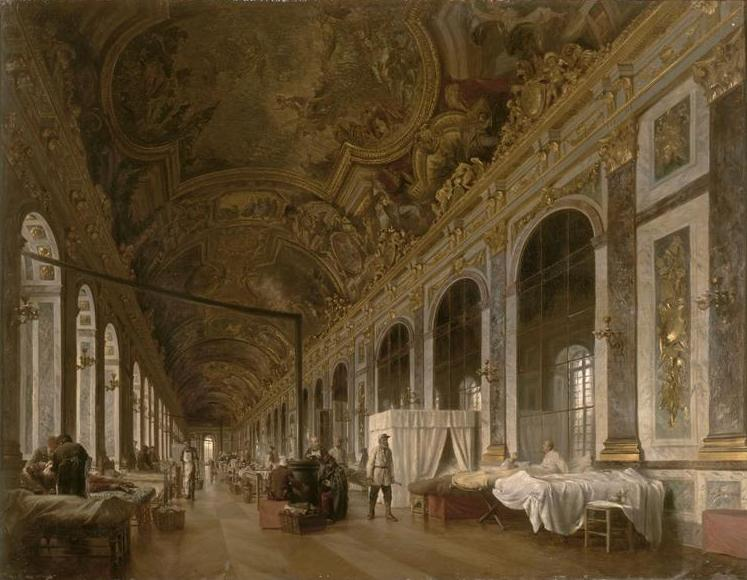
Der Spiegelsaal im Schloss Versailles. Wenige Tage nach der Kaiserproklamation benutzten die Belagerer von Paris ihn als Lazarett (zeitgenössisches Gemälde).

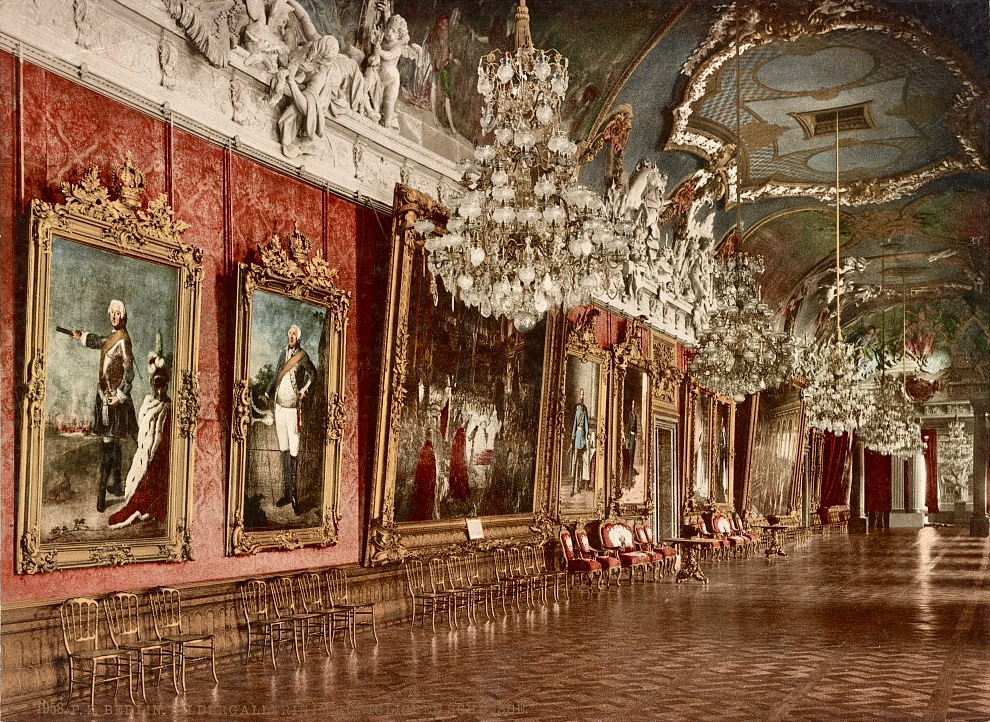
Bildergalerie im Berliner Schloss um 1900. Vorn Adolph von Menzels großes Krönungsbild Wilhelms I., weiter hinten Werners noch größeres Gemälde

Werner hatte 1870 auf Vermittlung seines großherzoglichen Gönners Friedrich von Baden die Endphase des Deutsch-Französischen Krieges im Hauptquartier der III. Armee unter dem preußischen Kronprinzen Friedrich Wilhelm erlebt. Im Januar 1871 ließ ihn letzterer auffordern, von Karlsruhe zum „Großen Hauptquartier“ im Schloss Versailles zu reisen, um „hier Etwas Ihres Pinsels Würdiges“ zu „erleben“. Dass es sich dabei um die „Proklamation des Deutschen Kaiserreiches“ handeln würde, erfuhr Werner erst unmittelbar zuvor am 18. Januar. Den Kronprinzen hatte die Gestaltung des Schlosses Versailles beeindruckt, das sich seinen Besuchern durch Ausstattung mit Historiengemälden als nationale Ruhmesstätte Frankreichs darbot, darunter Jacques-Louis Davids Gemälde der Kaiserkrönung Napoleons I. Friedrich Wilhelm wünschte sich für die bevorstehende Kaiserproklamierung etwas Vergleichbares für Berlin, allerdings ohne zu wissen, dass Napoleon Bonaparte die Gestaltung der Zeremonie von der Ausstattung bis zur Körperhaltung der Beteiligten dem Maler überlassen hatte.
Die  Zeremonie im Spiegelsaal von Versailles war kurz und einfach. In der langgestreckten Galerie standen auf der Fensterseite geordnet einfache preußische und bayrische Soldaten, auf der Spiegelseite drängten sich ihre Offiziere, vermischt mit einigen aus anderen süddeutschen Armeen. Der König durchschritt, begleitet von deutschen Bundesfürsten und seinem Gefolge, das Spalier bis zur Mitte, wo ein Feldaltar aufgebaut war. Dort zelebrierte ein Potsdamer Militärgeistlicher einen Gottesdienst, den das Absingen des Chorals Nun danket alle Gott beschloss. Dann ging die Gruppe zu einem flachen Podest am Ende der Galerie, wo sich die Fürsten mit Wilhelm in der Mitte aufstellten. Bismarck, der unten stand und von Heerführern umgeben war, verlas die Kaiserproklamation. Daraufhin brachte der Großherzog von Baden ein „Hoch“ auf „seine Majestät Kaiser Wilhelm“ aus, das die Anwesenden dreimal wiederholten. Die Zeremonie war beendet, während sich die Hochrufe unter den im Palast und im Park aufgestellten Truppen fortsetzten.
Während des Gottesdienstes konnte Werner die Hauptpersonen aus unmittelbarer Nähe schnellzeichnen. Später porträtierte er die Bundesfürsten, die Vertreter der Hansestädte und zahlreiche Offiziere. Während der Arbeit entstand ein nahezu freundschaftliches Verhältnis zum Kronprinzen, der persönliche Beziehungen Werners zum Bundeskanzler Bismarck und ebenso zu Kaiser Wilhelm I. herstellte.
Werner hatte das Problem, das Spalier, das die Soldaten mit den Offizieren zur Empore bildeten, und die darauf um den Kaiser gruppierten Fürsten darzustellen. Das nebenstehende Ölgemälde von Victor Bachereau-Reverchon (1842–1885) zeigt den verhältnismäßig schmalen Raum, von dessen Ende die flache Empore für den Kaiser bereits entfernt ist. Wichtig war ferner, auf dem Bild die Deckengemälde unterzubringen, die Ludwig XIV. als Eroberer deutscher Länder und Städte verherrlichen. Noch im Januar 1871 entstanden ein konzeptioneller Entwurf und später ein Modello, das die Zustimmung des Kronprinzen fand.
Das Bild war ein Auftragswerk für das Berliner Schloss. Werner bestimmte das Bildformat entsprechend einem von ihm ausgewählten Ort im „Weißen Saal“, dem größten des Schlosses, der für öffentliche Ereignisse wie Reichstagseröffnungen und große Hoffeste genutzt wurde. Seine Besichtigung war der End- und Höhepunkt der geführten Rundgänge durch die Repräsentationsräume des Schlosses, an denen täglich mehrere Hundert zahlende Besucher teilnahmen. Das Bild befand sich gegenüber der Fensterwand, durch die sich der Blick zur Straße Unter den Linden öffnete. Als Wilhelm II. 1892 die Neugestaltung des Saales verfügte, kam das Bild in die nur 7,5 Meter breite Bildergalerie, wodurch es an Wirkung einbüßte. Nach der Verwandlung der Bildergalerie in eine Gobelingalerie durch Wilhelm II. im Jahre 1914 und in den folgenden Jahren der Weimarer Republik und der Zeit des Nationalsozialismus blieb das Gemälde, wie die meisten „vaterländischen Bilder“ des Schlosses, den Augen der Besucher entzogen. Seit 1914 im Schloss eingelagert, verbrannte Werners Hauptwerk im Zweiten Weltkrieg am 2. Februar 1945 während eines Luftangriffs auf Berlin.

## Zweite Fassung 1882

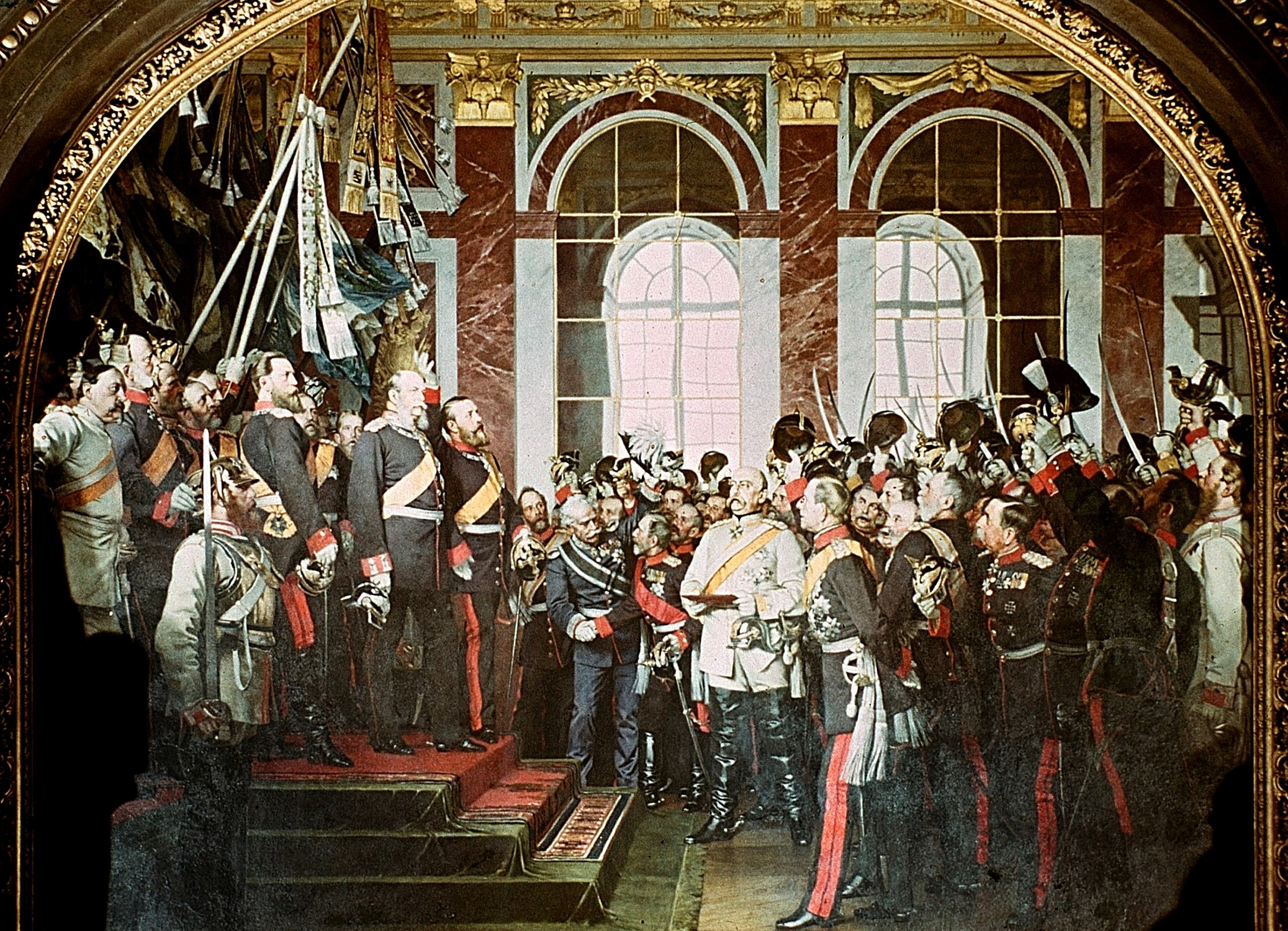
Fassung für die Ruhmeshalle des Berliner Zeughauses, 1883, Wandbild, Wachsfarben auf Leinwand, 5,0 × 6,0 m; Kriegsverlust

Die große Popularität des Gemäldes veranlasste Wilhelm I., Werner mit der Darstellung der Kaiserproklamation in der neu zu errichtenden Ruhmeshalle der preußischen Armee im Berliner Zeughaus zu beauftragen. Dort sollten gegenüber dem Eingang der Herrscherhalle zwei Wandbilder Werners die Gestalt der Siegesgöttin Viktoria von Fritz Schaper flankieren: Links die Krönung Friedrichs III. zum preußischen König im Jahr 1701 und rechts die Proklamierung Wilhelms I. zum deutschen Kaiser im Jahr 1871. Darüber wölbte sich die von Friedrich Geselschap ausgemalte Kuppel.
In Anlehnung an sein Gemälde Luther auf dem Reichstag zu Worms (1870) entwarf Werner eine Frontaldarstellung, die Wilhelm auf hohem Podest umgeben von deutschen Fürsten zeigte. Auf der niedrigsten Stufe wandten sich ihm Bismarck, den Werner aus farbkompositorischen Grund mit weißer Uniform hervorgehoben hatte, Roon, Moltke und andere deutsche Heerführer zu. Im Vordergrund sah man im rechten Bereich des Bildes jubelnde Offiziere und im linken eine größere Gruppe von einfachen Soldaten. Dazwischen hielten zwei allegorische Figuren das Kaiserwappen. Wilhelm lehnte Werners Entwurf als unrealistisch ab, zumal Roon an der Zeremonie nicht teilgenommen hatte. Mit dem ebenfalls unzutreffend weißen Offiziersrock Bismarcks war er dagegen einverstanden: „Sie haben Recht, er war falsch angezogen“.
Wegen der geringeren Breite des Bildes hatte Werner die Menge der Figuren erheblich verringern müssen. Um die Gestalten Wilhelms I., des Kronprinzen und des Großherzogs von Baden blieben nur die Fürsten sieben größerer Staaten übrig. Noch mehr verkleinerte Werner die Gruppe der Offiziere, wobei er den inzwischen zum Kriegsminister ernannten Georg von Kameke in den Vordergrund rückte, während andere nach hinten kamen. Die Waffenbrüderschaft Preußens mit Bayern dokumentierte nun ein Handschlag des preußischen Generals Leonhard von Blumenthal mit seinem bayrischen Kameraden Jakob von Hartmann, hervorgehoben durch dessen schlohweißen Haarschopf und die hellblaue Uniform.

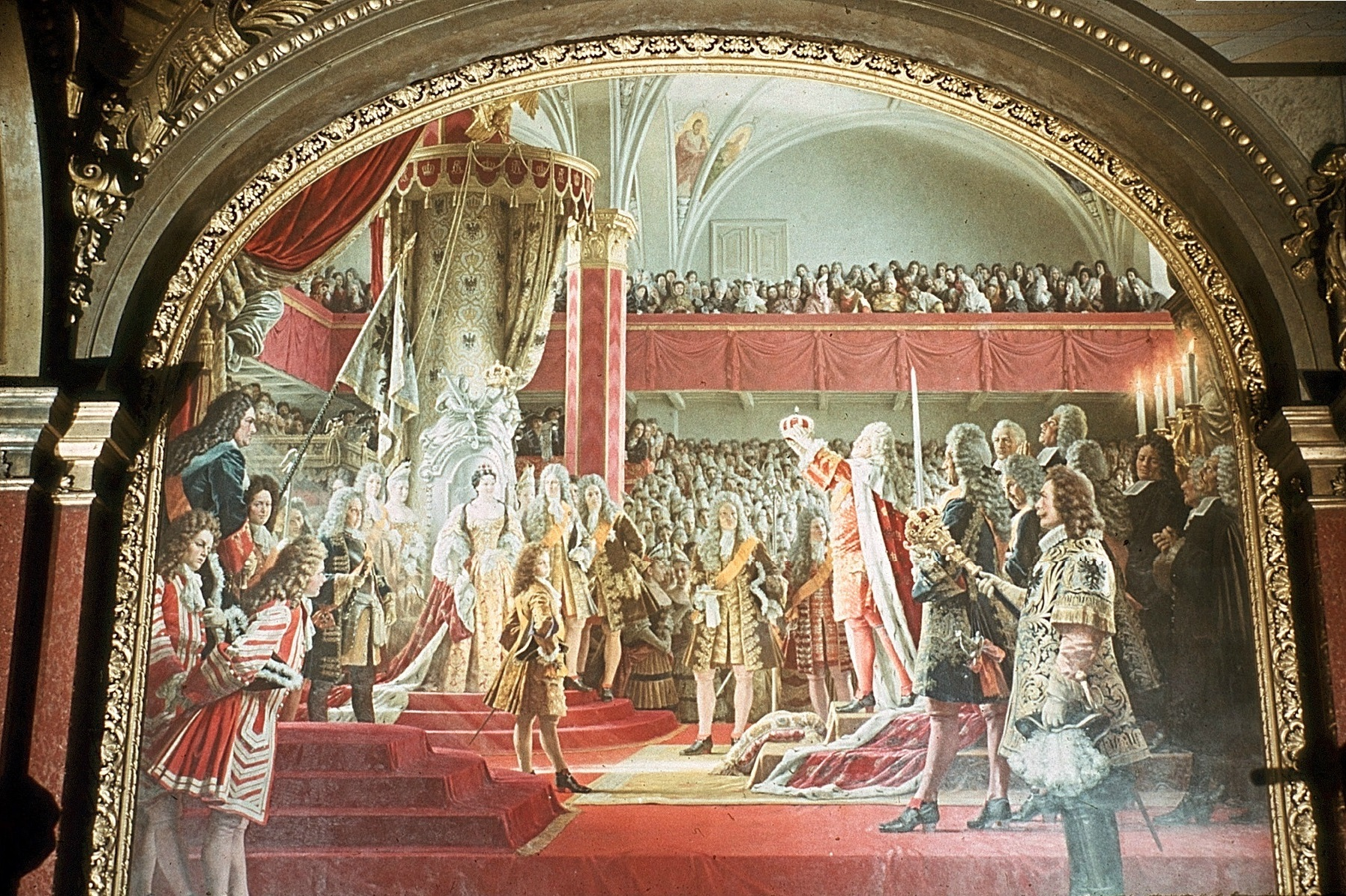
„Die Krönung Friedrichs I. zum König in Preußen“ (1887) war im Zeughaus das Gegenstück zur Proklamierung
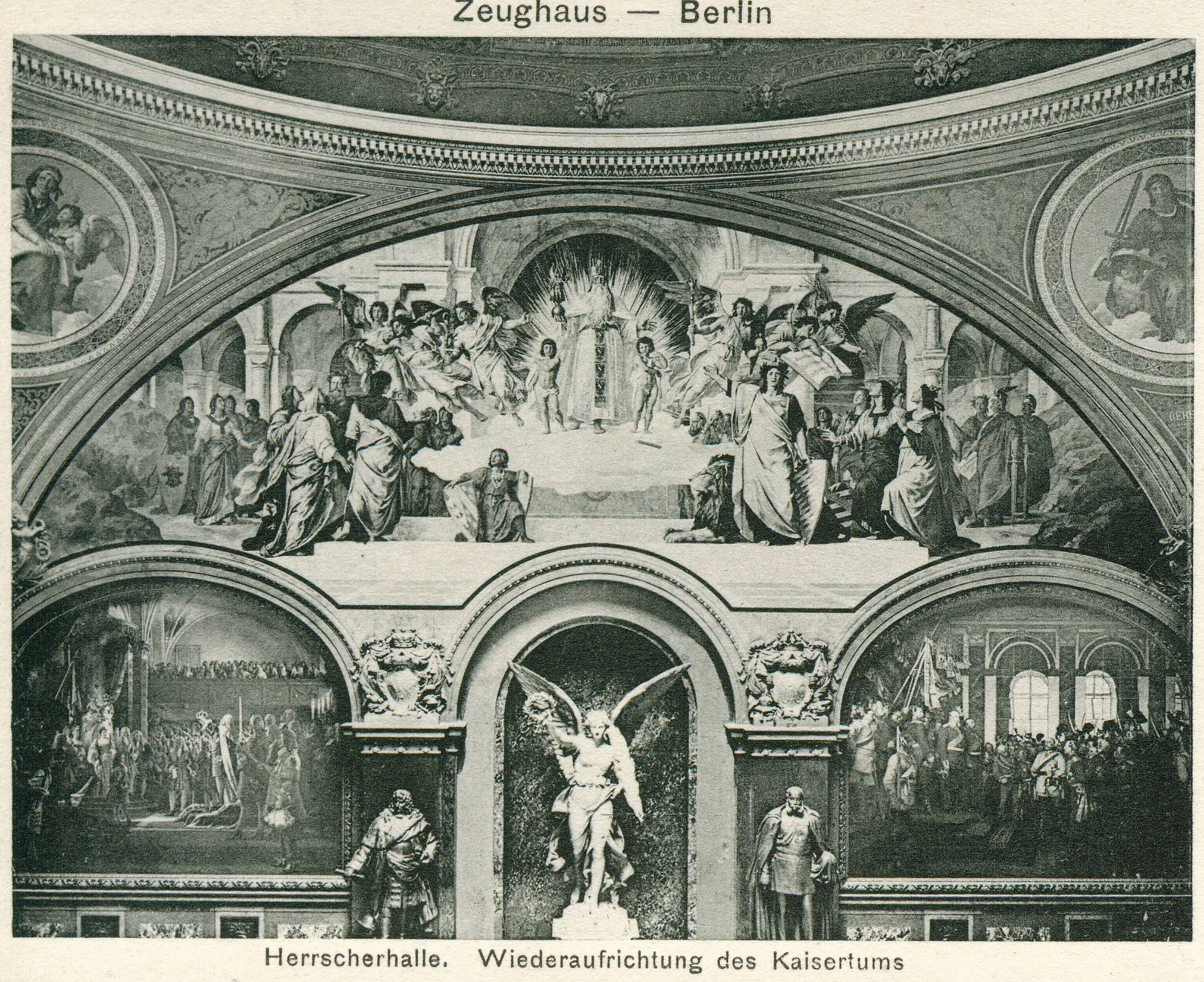
Geselschaps „Aufrichtung des Kaisertums“ in der Kuppel, darunter die Viktoria und Werners Wandbilder
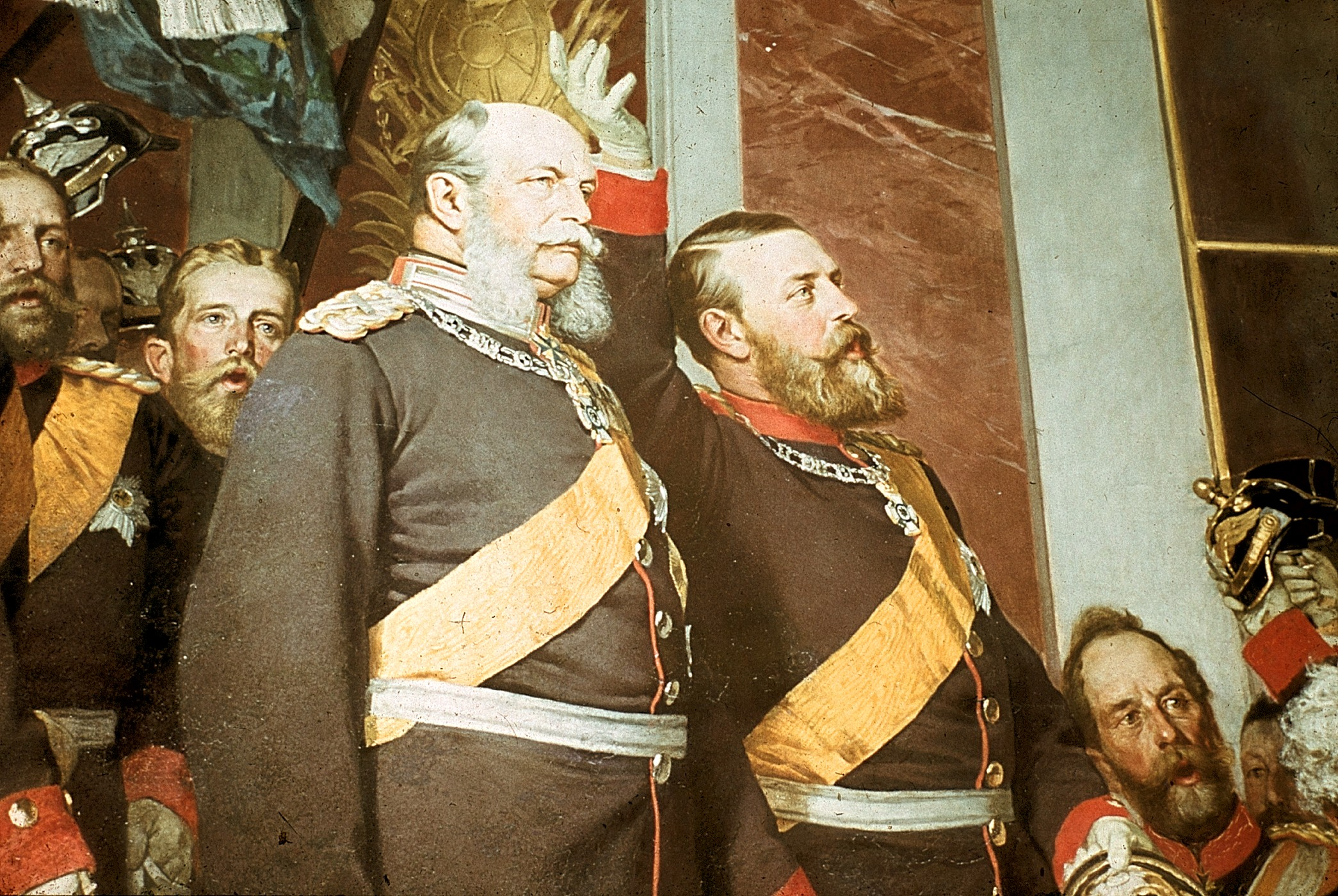
Detail, Großherzog Friedrich I. von Baden (rechts) bringt das Hoch auf Kaiser Wilhelm aus; Wilhelm trägt das Eichenlaub zum Pour le Mérite
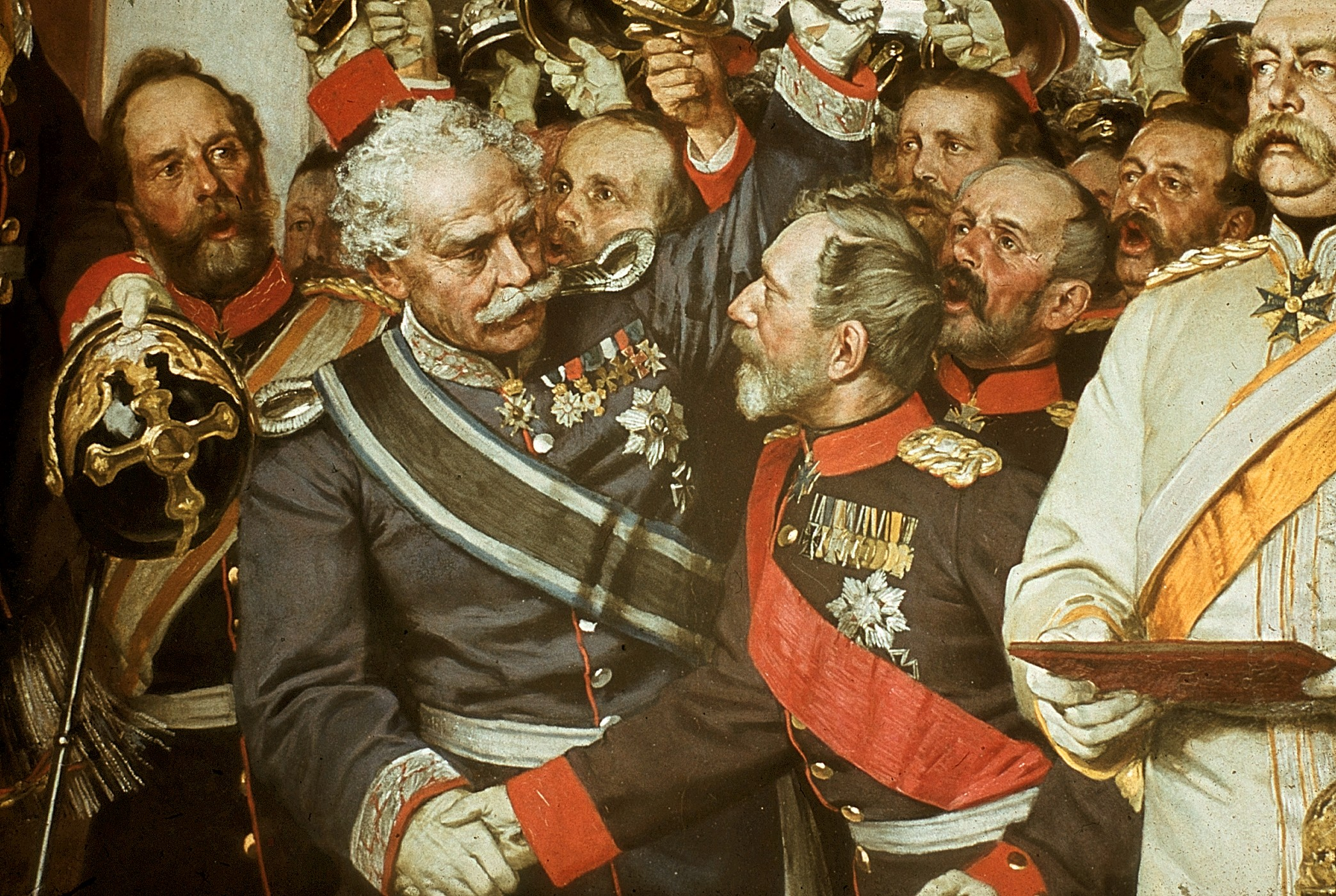
Detail, Jakob von Hartmann und Leonhard von Blumenthal schütteln sich die Hände; Bismarck mit dem Eichenlaub zum Pour le Mérite
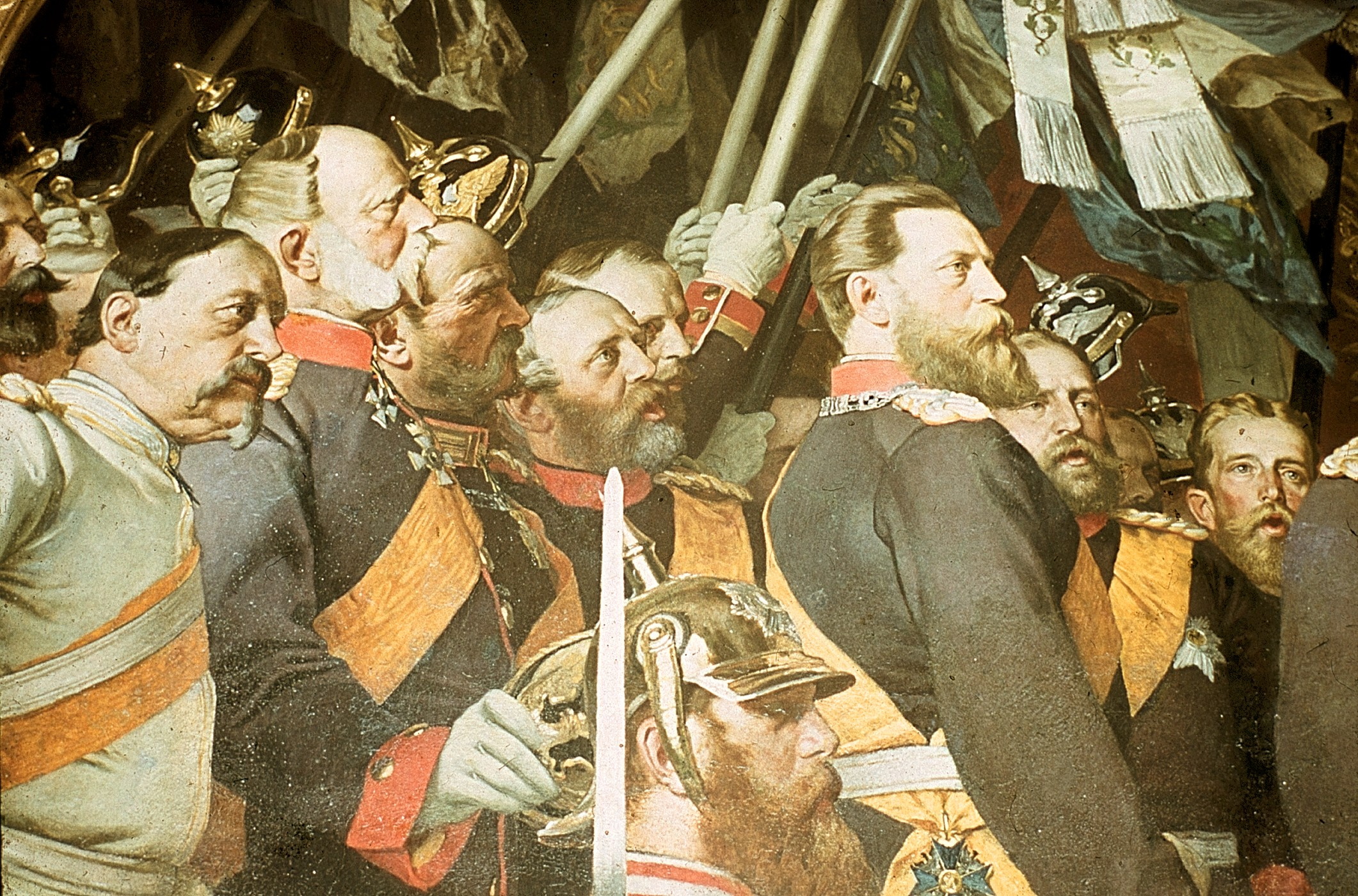
Detail, u. a. mit Kronprinz Friedrich und Herzog Ernst II. von Sachsen-Coburg-Gotha (ganz links); der Kürassier Stellmacher (unten Mitte) mit dichtem Vollbart

In der Rezeption der zweiten Bildfassung wird häufig problematisiert, dass Einiges, wie der nun weiße Uniformrock Bismarcks, nicht der tatsächlichen Situation von 1871 entsprechen. Werner hatte jedoch bewusst die Teilnehmer der Kaiserproklamation nach den realen Verhältnissen 1882 und damit ein Jahrzehnt nach der Reichsgründung dargestellt. Die Dargestellten waren um gut zehn Jahre gealtert und hatten zugleich an Bedeutung gewonnen. Der Kaiser war jetzt mehr als nur ein primus inter pares und trägt das Eichenlaub zum Pour le Mérite, das er 1873 angelegt hatte und 1884 an Bismarck verleihen sollte. Dass auch Bismarck es auf dem Bild trägt, ist eine spätere Hinzufügung Werners. Thomas W. Gaehtgens schreibt daher dem Bild die Funktion zu, dass es „nicht Schilderung von Geschichte ist, […] sondern Legitimation der Gegenwart mit Hilfe eines vergangenen Geschehens“.
So war gemäß der Vorstellung Wilhelms die zweite Fassung wie ein Ausschnitt der ersten mit starker Hervorhebung der aktualisierten Gestalten Wilhelms vor den Fürsten und Fahnen und Bismarcks vor den Heerführern und Offizieren entstanden. Nur noch ein Kürassier vertrat die einfachen Soldaten, nämlich links im Vordergrund der strammstehende Louis Stellmacher (1848–1915) aus Lychen vom Regiment der Gardes du Corps. Im Unterschied zur ersten Fassung war er beleibter geworden und trägt einen rauschenden Vollbart (vergl. die Abbildungen).
Das Wandbild überstand die Luftangriffe auf das Zeughaus im November 1943, war aber nach weiteren Beschädigungen des Gebäudes bei Kriegsende nicht mehr in seinem Rahmen vorhanden.

## Dritte Fassung 1885

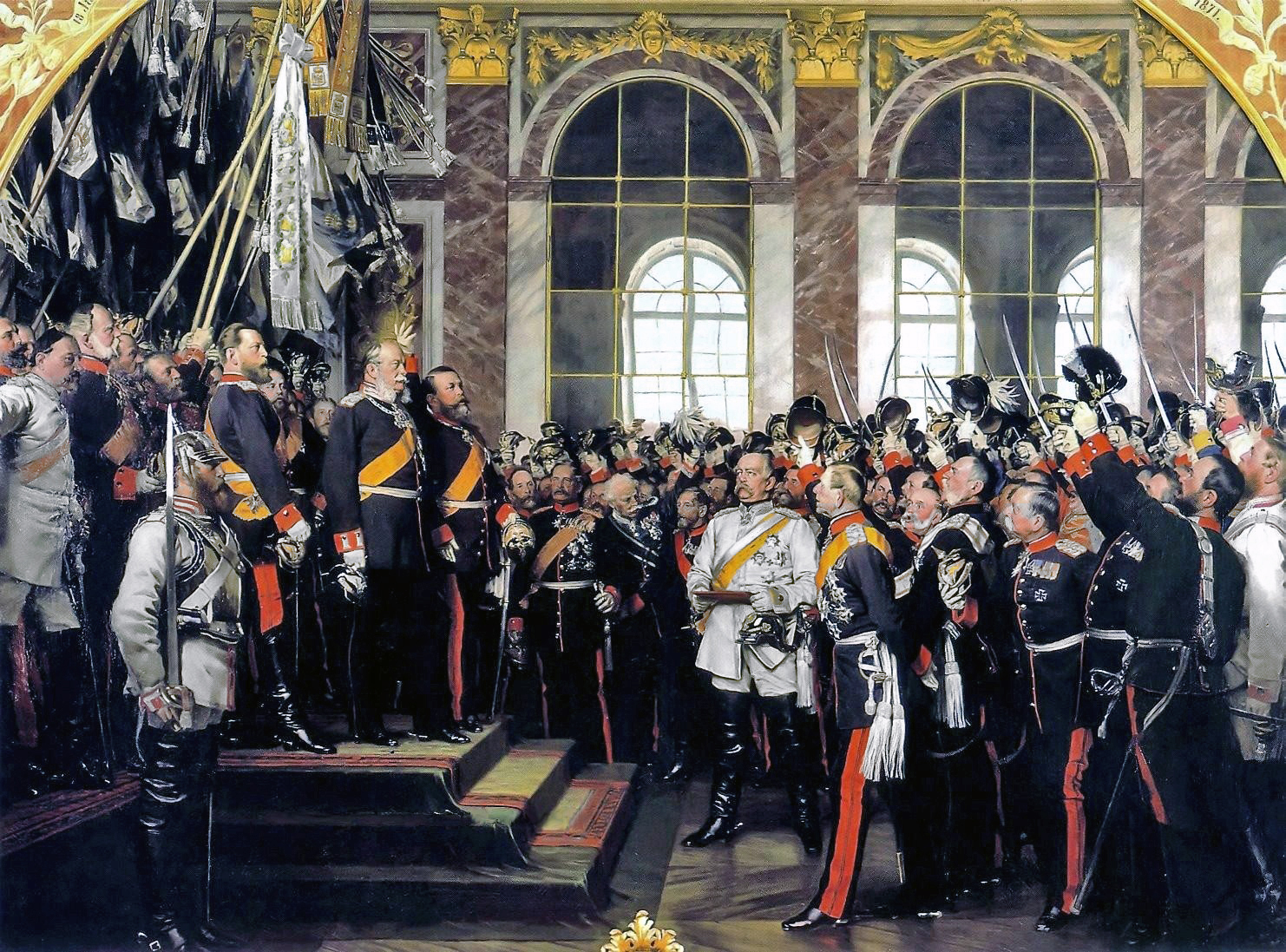
Fassung für Otto von Bismarck, überreicht am 1. April 1885. Öl auf Leinwand, 1,67 × 2,02 m, Otto-von-Bismarck-Stiftung, Friedrichsruh

Auch Werners zweite Fassung galt, wie die Ruhmeshalle überhaupt, als großer Erfolg. Die Hohenzollernfamilie bat Werner begeistert, ein weiteres Gemälde der Kaiserproklamation zu malen, um es dem „Eisernen Kanzler“ Bismarck zu seinem 70. Geburtstag im Jahr 1885 zu schenken. In der Kürze der Zeit konnte Werner dem Wunsch nur entsprechen, indem er das Schwarzweiß-Modello der Zeughausfassung farbig übermalte. Wieder sind die Teilnehmer etwas älter geworden und Bismarck hatte den Orden bekommen. Noch Ende März 1885 nutzte Werner einen Besuch des Großherzogs von Baden in seinem Atelier, um dessen Darstellung im Gemälde zu aktualisieren.
Eine Ausnahme stellte der 1879 gestorbene, 1871 nicht anwesende Roon dar. Wilhelm I. hatte darauf bestanden, ihn wegen seiner engen Beziehungen zu Bismarck ins Gemälde aufzunehmen. Werner malte Roon nun so, wie er als Teilnehmer der Proklamation ausgesehen hätte, wenn er dabei gewesen wäre. Er hatte ihn mehrmals auf Gemälden zum Deutsch-Französischen Krieg porträtiert. Für Roons Platz opferte Werner den Händedruck Hartmanns mit Blumenthal. Beide rückten so eng zusammen, dass nun die Wendung Hartmanns zu Blumenthal unmotiviert erscheint.

## Vierte Fassung 1913

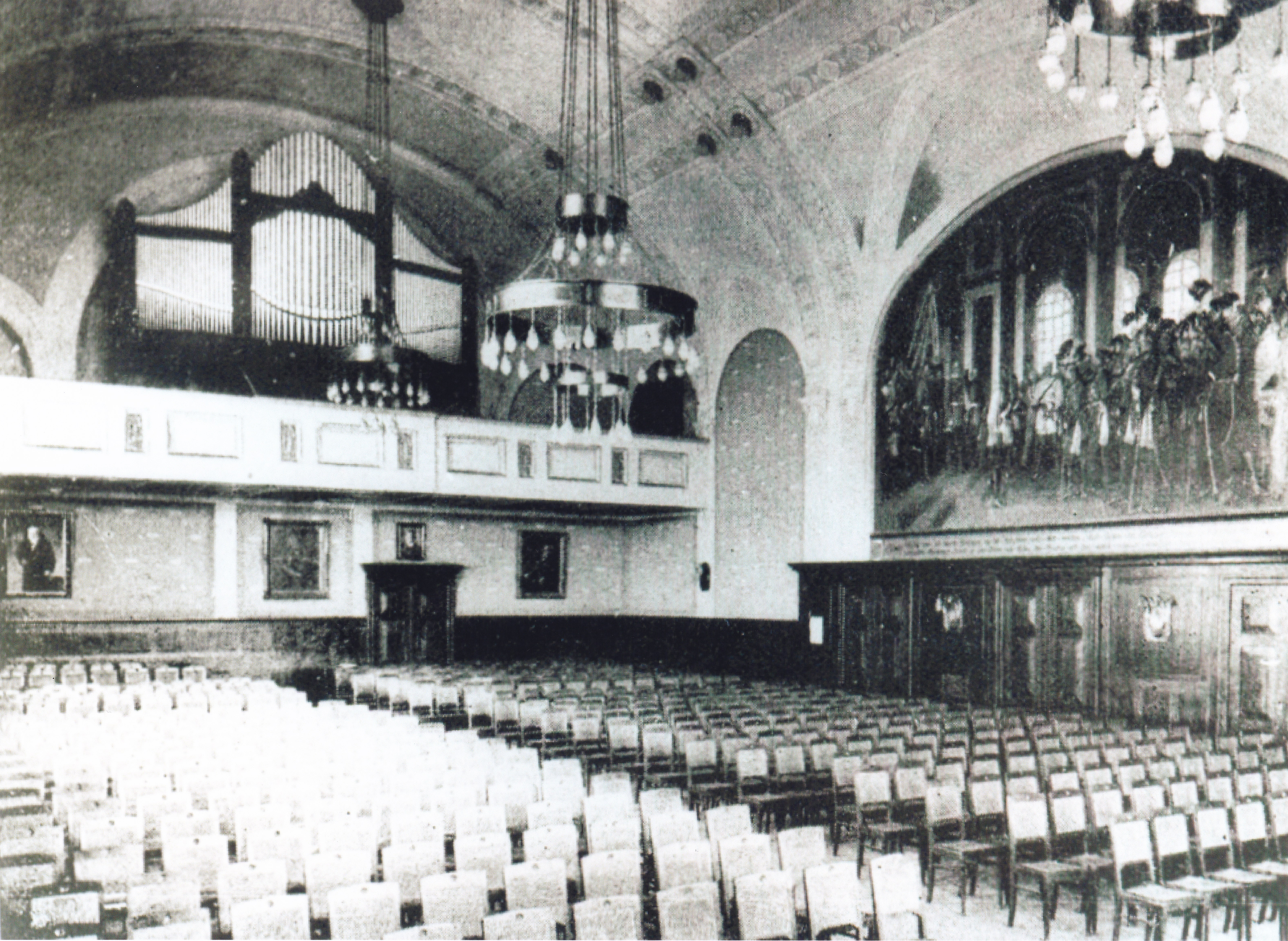
Aula des Realgymnasiums Frankfurt (Oder) ca. 1925 mit Blick auf die 4. Fassung. Öl auf Leinwand, 5,00 × 7,55 m.

Eine kaum rezipierte vierte Fassung der Kaiserproklamation schuf Werner 1913 als Wandbild für den Neubau des Realgymnasiums in Frankfurt (Oder) (Ölfarben auf Leinwand, 5,00 × 7,55 Meter). Das Aussehen des Bildes ist nicht überliefert. Eine Ähnlichkeit zur zweiten und dritten Fassung kann anhand der Kompositionsskizze und eines Fotos der Aula mit Sauer-Orgel und dem Wandgemälde erahnt werden. Als Bildunterschrift trug es den Schlusssatz der Kaiserproklamation vom 18. Januar 1871.
Im Zweiten Weltkrieg unbeschädigt geblieben, ist es nach 1945 verschollen. Eine anlässlich des 150. Geburtstages Werners vom Stadtarchiv Frankfurt (Oder) angestrengte Suche blieb erfolglos. Letzte Hinweise und Spuren verlieren sich 1948. Zu dieser Zeit soll das Bild auf dem Dachboden des Behelfsbaues des Stadttheaters gelagert haben, dem es wohl für „Dekorationszwecke“ übergeben worden war.